# Мартеджани, Агустин
Агустин Альберто Мартеджани (исп. Agustín Alberto Martegani; род. 20 марта 2000 или 20 мая 2000, Rojas, Буэнос-Айрес) — аргентинский футболист, полузащитник клуба «Сан-Лоренсо», выступающий на правах аренды за итальянский клуб «Салернитана».

## Клубная карьера
Мартеджани — воспитанник клуба «Сан-Лоренсо». 2 мая 2021 года в матче против «Годой-Крус» он дебютировал в аргентинской Примере. 11 октября в поединке против «Колона» Агустин забил свой первый гол за «Сан-Лоренсо». 